# PzH 2000
O Panzerhaubitze 2000 é um obuseiro autopropulsado de 155mm, desenvolvido para o Exército Alemão pelas empresas Krauss-Maffei Wegmann (KMW) e Rheinmetall. O PzH 2000 é um dos mais poderosos e sofisticados sistemas de artilharia atualmente em operação. Pode disparar entre 10 e 13 tiros por minuto. Seu remuniciamento é automatizado.

## História

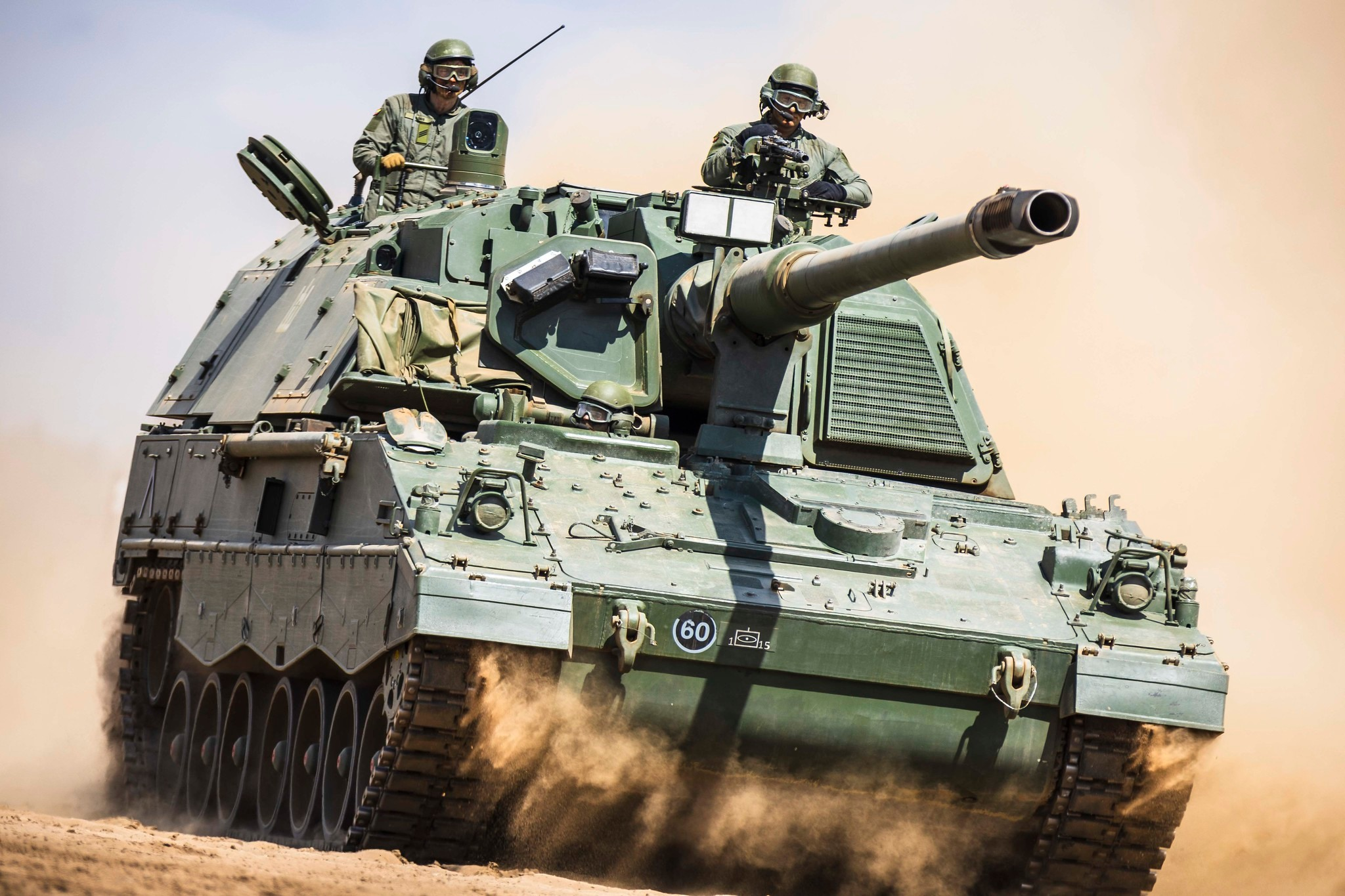
Visão frontal do PzH 2000.

O óbus auto propulsado PzH-2000 (Panzeraubitze ou Óbus blindado) foi apresentado pela primeira vez na Alemanha no inicio dos anos 1990, tendo as primeiras unidades de pré-produção sido mostradas em 1995. Os primeiros veículos entraram ao serviço no exército da Alemanha em 1998.
Concebido pela Kraus-Maffei Wegmann, e utilizando um chassis baseado no carro de combate pesado Leopard 1, o PzH-2000 distingue-se pelo alcance da sua arma principal, que pode disparar munição standard a distâncias superiores a 30 km.

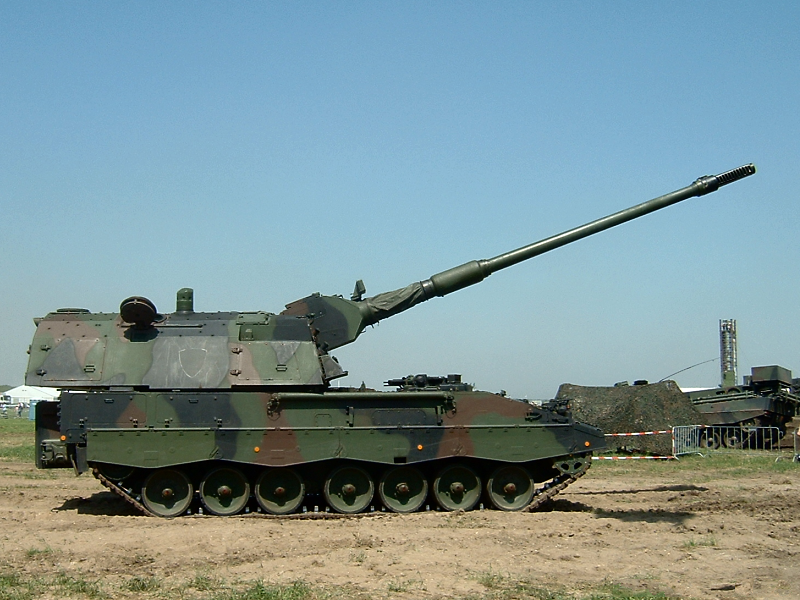
Um obuseiro PzH2000 holandês, de fabricação alemã.

Além do PzH-2000 foi igualmente estudada a possibilidade de instalação do sistema noutras plataformas.

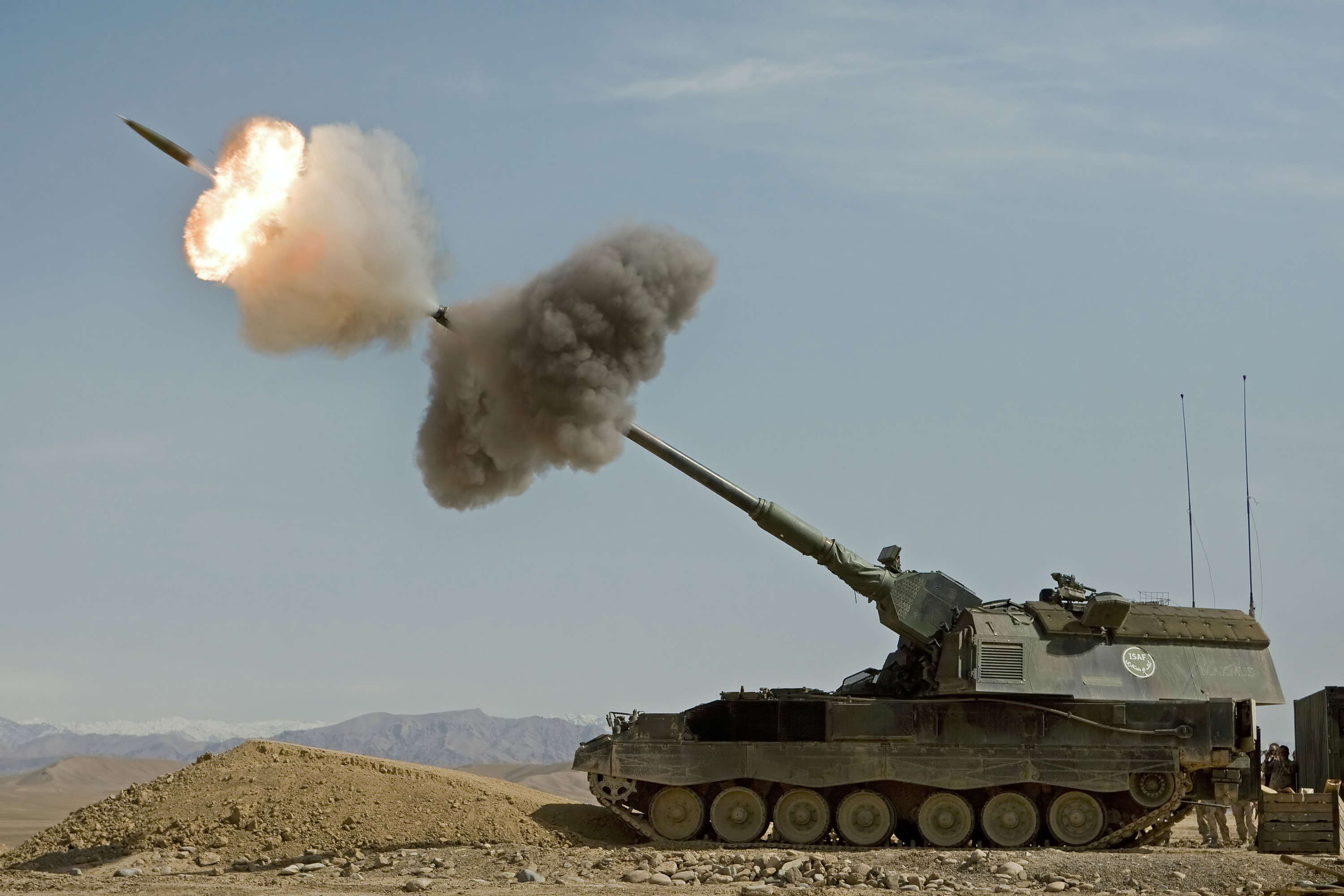
Um PzH 2000 do exército holandês.

Em 2008, um sistema derivado do PzH-2000, com a mesma peça de artilharia mas outro chassis mais leve foi apresentado pela KMW e pela Steyr-Daimler Puch, o braço europeu da General Dynamics.
Trata-se do DONAR, um sistema que combina a arma da Rheinmetal e parte da torre do PzH-2000 com o chassis do veículo blindado austríaco ASCOD / ULAN.
O PzH-2000, é presentemente o mais sofisticado sistema de artilharia em operação no mundo. Criado para substituir as versões alemãs do M-109, o PzH-2000 supera largamente as prestações do modelo norte-americano.
Utilizando o óbus L-52 de 155mm da Rheinmetal, o PzH-2000 utiliza um chassis derivado daquele utilizado pelo carro de combate Leopard-1.
O veículo pode receber proteção adicional com módulos de blindagem reativa, que aumentam o peso e afetam a mobilidade do veículo, concedendo-lhe no entanto uma proteção mais eficiente.

## Operadores
- Alemanha - 185, dos quais 108 estão no serviço ativo[3]
- Catar - 24[4]
- Itália - 70[5]
- Hungria - 24[6]
- Países Baixos - 35[7]
- Grécia - 25[8]
- Croácia - 16[9]
- Lituânia - 21[10]
- Ucrânia - 28[11][12]

## Ligações externas
